# Ладомирка
Ладомирка — река в России, протекает в Марёвском и Демянском районах Новгородской области. Исток реки — слияние рек Ожеедка (слева) и Дымцевка (справа) между деревнями Новое Маслово и Старое Маслово Молвотицкого сельского поселения. Далее река течёт на север. Устье реки находится в 122 км по правому берегу реки Пола. Длина реки составляет 25 км. Площадь водосборного бассейна — 362 км².
Притоки: Чёрная (правый, 22 км от устья), Костыговка (правый, 20 км от устья), Залеска (левый), Сычевка (правый, 11 км от устья).
Кроме двух деревень у истока, остальные населённые пункты на реке находятся в Демянском районе. Это деревни прежнего Тарасовского сельского поселения: Ермаково, Старые Ладомири и урочище Новые Ладомири.
Система водного объекта: Пола → Ильмень → Волхов → Ладожское озеро → Нева → Балтийское море.

## Данные водного реестра
По данным государственного водного реестра России относится к Балтийскому бассейновому округу, водохозяйственный участок реки — Ловать и Пола, речной подбассейн реки — Волхов. Относится к речному бассейну реки Нева (включая бассейны рек Онежского и Ладожского озера).
Код объекта в государственном водном реестре — 01040200312102000022004.